# سامانجرد (مشيز بردسير)
سامانجرد (بالفارسية: سامانجرد) هي قرية تقع في إيران في البلدة المركزية. يقدر عدد سكانها بـ 209 نسمة بحسب إحصاء 2016.